# Історична урбаністика
Історична урбаністика — галузь соціогуманітарного знання, яка досліджує урбанізацію як історичний процес. Вивчає історію міст, історію міського господарства та самоврядування, принципи містобудування тощо; розробляє класифікаційні критерії для віднесення того або іншого населеного пункту до категорії міст і для поділу міст на певні категорії. Досліджує закономірності переходу від традиційних (доіндустріальних) до індустріальних і постіндустріальних форм міського життя, еволюцію соціокультурного поділу міського простору, управління містами, міську культуру та відповідну ментальність.
У теорії предметом У.і. є вивчення міста в його цілісності — як соціокультурного феномену із власними фазами розвитку, в широкому
політичному й ідеологічному контексті. На практиці ж увага зосереджується переважно на неповторних рисах окремих міст та формуванні системи міських атрибутів (архітектурно-планувальних, фортифікаційних, культоворелігійних, соціальних тощо).
Першими теоретиками У.і. вважають О.Тьєррі та Ф.-П.Гізо, які визначали місто на основі розрізнення промислового й аграрного виробництва. Традицію порівняльного містознавства із простеженням циклічних коливань у міському розвитку започаткував М.Вебер, який розглядав місто як об'єднане спільними інтересами співтовариство, а основними домінантами міського розвитку вважав самоуправління й суверенність.

## Універсальна теорія Роккана
Універсальну теорію У.і. створив норвезький політолог С.Роккан.
Порівнюючи конгломерат самоврядних міських общин Месопотамії і централізовану імперію єгипетських фараонів, С.Роккан доходить цікавого висновку: уже в ті часи створений людьми інститут міста стояв вище, ніж природний поділ суспільства на сім'ї і клани. При цьому шляхи розвитку міст за месопотамським і єгипетським зразком були докорінно відмінні та представляли два різні напрями територіальної експансії. Лояльність міста першого типу неможливо завоювати силою, бо носієм його суверенітету були збори громадян. У другому випадку формується династичний центр в умовах с.-г. цивілізації, і соціальної активності в міських центрах не спостерігається. Месопотамський тип превалював у великому регіоні від Індії до Середземномор'я і північніше, в Європі. Єгипетський має паралелі в Китаї, у кочових імперіях Центральної Азії, у деяких мусульманських державах і в Росії.

## Основа міст-держав Європи
С.Роккан простежив 3 основних чинники розвитку Західної Європи: рівень розвитку мережі міст, сила державоутворюючих центрів і спротив культурній уніфікації та стандартизації. Ці три чинники, переплітаючись, створили гідну подиву різнобарвність політичних систем. Віддаль між державоутворюючими центрами і головними торговими шляхами істотно впливає на тип державного устрою — чим вона більша, тим сильніша влада столиці; чим менша — тим рівномірніше розподіляються ресурси між містами і тим сильнішими виявляються їхні власні територіально-адміністративні функції. Території, розташов. на сході й заході від серединного «міського пояса» (city belt), виявилися у своїй більшості виразно централізованими, бо не відчували сильної конкуренції з боку
міст, наближених до торгових шляхів. У районі Середземномор'я, навпаки, сильний вплив містдержав утруднив формування домінуючих центрів і ускладнив процес становлення національних держав.
Центри багатства увійшли в суперечність із носіями політичної волі, зробивши Італію й Німеччину «запізнілими націями». Так створювалася
основа для «Європи міст-держав».

## Українська урбаністика
Вітчизняна У.і. базується на розгляді міста як складної геокультурної системи, у нерозривній єдності її територіальних, архітектурно-планувальних, соціально-економічних, духовних вимірів. Місто розглядається як населений пункт, який: 
- має відповідний правовий статус;
- функціонує як система зі сталими географічними характеристиками, соціальною структурою та архітектурно-просторовим вирішенням;
- реалізується як центр впливу (військового, адміністративного чи економічного) на навколишні території;
- має відмінний від сільського уклад життя;
- ідентифікується самими мешканцями як місто з протиставленням його поселенням інших типів.

Домінуюче на початку 20 ст. насторожено-стримане ставлення до процесів урбанізації (як до таких, що послаблюють сусідські контакти й традиційні культурно-мистецькі та духовні зв'язки) змінилося нині на протилежне — урбанізація пов'язується із впровадженням більш оптимальних форм суспільної організації. Ознаками урбанізації прийнято вважати високу частку міського населення, густоту і ступінь рівномірності розміщення міст, у тому числі великих, транспортну доступність, багатогранність видів трудової діяльності та дозвілля тощо.
Сучасні історіографічні підходи, зокрема ті, які сформульовані в рамках «нової локальної історії», відчутно змінюють кут
зору на міський простір і соціокультурний досвід міського співтовариства.
Місто як система розглядається як частина більшої системи — з урахуванням впливу середовища на процеси саморозвитку.
Концепції історичних циклів у розвитку міст дають ключ до пояснення
зміни висхідної фази міського розвитку — спочатку інерційної, а
потім, імовірно, і нисхідної, якщо виклик з боку середовища не
буде знайдено або управління містом виявиться неефективним.
Саме поняття урбанізації останнім часом помітно трансформувалося: вона пов'язується не тільки і не стільки із ростом розмірів і чисельності міст та збільшенням кількості зосередженого в них населення, скільки із формуванням і поширенням міського способу життя, міської культури. Домінує підхід до ролі урбанізації як інтегруючого чинника цивілізаційних процесів і структуроутворюючого механізму у формуванні соціокультурного простору міст. Цивілізаційний підхід до явищ урбанізації передбачає зосередження уваги на урбанізаційних процесах, які приносять із
собою не лише технічні й технологічні вдосконалення, але й нові загрози довкіллю, історикокультурній спадщині, ускладнюють проблеми захисту від епідемій, утилізації відходів тощо.

## Сучасна методологія урбаністики
Сучасна методологія урбаністики базується на комплексному дослідженні притаманних місту ознак і функцій з паралельним осмисленням складної динаміки розвитку наукового знання про місто, простеженням його логічних
та функціональних типів, форм спадкоємності тощо.
Однією з найскладніших в У.і. є проблема типологізації міст. Історико-часовий та ландшафтно-географічний підходи допомагають долати обмеженість формаційних схем, але дають не так вже й багато орієнтирів для
визначення належності тієї чи іншої міської структури до певного історичного типу суспільства (традиційного, індустріального чи пост-індустріального).
З проблемою типологізації тісно пов'язана проблема розрізнення ритмів міської і сільської історії і розмежування цих двох субдисциплін. Оскільки в СРСР У.і. існувала майже виключно в системі краєзнавства, традиція розгляду історії міст і сіл у своєрідній нерозчленованій єдності і донині потужно тисне на свідомість дослідників. Проте міська й сільська спільноти — це два гостро відмінні типи групової самоідентифікації. Локальні соціокультурні простори, якими є міста й села, виступають у ролі структуроутворюючих
начал для двох відмінних типів самоорганізації. Міській субкультурі притаманний потяг до інновацій, сільській — авторитет
традиції. А отже, постає необхідність пошуку часто невидимих, розмитих меж між містом і селом, з одного боку, і міською і сільською історією — з другого.

## «Історичне місто»
Для історичної науки принципово важливою є проблема визначення
поняття «історичне місто».
Зазвичай під це поняття мають підпадати ті населені пункти, незалежно
від їхнього нинішнього статусу, які акумулюють успадковані від минулого неперехідні соціокульт. цінності, вирізняються автентичністю і оригінальною планувальною структурою, мають власний неповторний образ, що
накладає відбиток на всі аспекти їхньої життєдіяльності. Найбільш загальні критерії приналежності населеного пункту до категорії
«історичне місто» мають враховувати його вік, наявність визначних
історико-культурних пам'яток, його роль як політичного і духовного центру для прилеглої території на певному історичному етапі. Отже, Козелець і Брацлав слід вважати історичними містами, незважаючи на їхній нинішній статус селищ міського типу.
У прийнятій 1987 Міжнародною радою з питань пам'яток та визначних
місць при ЮНЕСКО «Міжнародній хартії про охорону історичних міст» наголошується на необхідності сприяння підвищенню знань про минуле історичних міст, заохочення дослідження їхньої археології і належного показу знахідок. Щоб залучити до справи охорони всіх жителів міста, слід налагодити дієву програму інформування, починаючи зі шкільного віку. Особлива увага звертається на підготовку фахівців, причетних до охорони, заохочення діяльності пам'яткоохоронних організацій.
Найнадійніший на сьогодні орієнтир для визначення статусу міста і його віку — затверджений КМ України Список історичних населених місць України (2001), в якому закріплені офіційно визнані дати їх заснування або першої писемної згадки. КМ України зобов'язав Державний комітет будівництва, архітектури та житлової політики України продовжити цю роботу з визначенням меж історичних ареалів населених місць, включених до списку. Треба сподіватися, що в її ході поступово усуватиметься різнобій у датах, а вік міста фіксуватиметься з урахуванням думок, висловлених під час численних дискусій.
У вітчизн. У.і. співіснують кілька підходів — геоурбаністичний, історико-подієвий, історико-культурний, історико-топографічний, управлінський, історико-регіональний та ін. Проте
вони погано узгоджуються між собою, що дає підставу фахівцям говорити про певну хаотичність у розробці міської проблематики.
Ґрунтовно досліджується історія великих міст — Києва, Львова, Одеси, Дніпра, Харкова, але існує певна невідповідність між глибиною дослідження містобудівної практики і ступенем осмислення міської історії в контексті історичної локалістики й нової філософії урбанізму. Гостро дискусійними лишаються проблеми датування початків міської історії, типології міст, специфічної міської ментальності тощо.